# Ishbel Szatrawska
Ishbel Szatrawska (ur. 1981 w Olsztynie) – polska dramatopisarka i teatrolożka.

## Życiorys
Pochodzi z Olsztyna, z muzycznej rodziny. Ukończyła polonistykę o specjalności teatrologia na Uniwersytecie Jagiellońskim. Uczęszczała również na zajęcia z filmoznawstwa na macierzystej uczelni i amerykanistyki na Westfalskim Uniwersytecie Wilhelma w Münsterze. Po rozpoczęciu studiów w Krakowie zaangażowała się w działania Żydowskiego Stowarzyszenia Czulent, po czym przez lata pracowała w Żydowskim Muzeum Galicja w Krakowie. Była także związana z Centrum Społeczności Żydowskiej w Krakowie.
Zadebiutowała w 2019 roku sztuką Objects in Mirror Are Closer Than They Appear wydaną na łamach antologii Nasz głos Starego Teatru im. Heleny Modrzejewskiej. Utwór powstał w ramach warsztatów dramatopisarstwa, które zorganizował Stary Teatr z okazji stulecia uzyskania przez Polki praw wyborczych. Jej kolejne dwa dramaty ukazały się w „Dialogu” a następne utwory, sztuki Kateriny brak i Wolny strzelec, powstały dzięki Stypendium Twórczemu Miasta Krakowa i wygranej w konkursie stypendialnym DRAMATOPISANIE Instytut Teatralnego im. Zbigniewa Raszewskiego. Jej sztuka Żywot i śmierć pana Hersha Libkina z Sacramento w stanie Kalifornia wydana nakładem Wydawnictwa Cyranka przyniosła jej w 2022 roku nominację do Paszportu „Polityki” w kategorii literatura, nagrodę Odkrycie Empiku 2022 w kategorii literatura oraz nagrodę Krakowska Książka Miesiąca Lutego 2023. Dramat przedstawia historię ocalałego z Zagłady łódzkiego Żyda, który wyruszył do Hollywood w nadziei na karierę aktorską, jednak jego życie w Ameryce komplikuje się za sprawą agentów FBI. Szatrawska wykorzystuje różne konwencje, mieszając poważny ton z groteską. Za powieść Toń uhonorowana została Nagrodą Krakowska Książka Miesiąca Stycznia 2024 roku oraz otrzymała nominację do Nagrody Literackiej Nike 2024.
Jej recenzje i artykuły ukazały się m.in. na łamach „Dialogu” czy „Cwiszn”.
Mieszka w Krakowie.

## Twórczość

### Sztuki

#### w wydaniach książkowych
- Wolny strzelec, Instytut Teatralny im. Zbigniewa Raszewskiego, 2021[10]
- Żywot i śmierć pana Hersha Libkina z Sacramento w stanie Kalifornia, Wydawnictwo Cyranka, 2022[11]

#### w publikacjach zbiorowych
- Objects in Mirror Are Closer Than They Appear, 2019 – w antologii Nasz głos
- Polowanie – na łamach „Dialogu”
- Totentanz. Czarna noc, czarna śmierć – na łamach „Dialogu”[4]

#### niepublikowane
- Kateriny brak[3]

### Powieści
- Toń, Wydawnictwo Cyranka, 2023[12]
- Wyrok, Wydawnictwo Cyranka, 2025